# José Maria Cambuci do Valle
José Maria Cambuci do Valle (São Paulo, 13 de agosto de 1791 – 23 de agosto de 1837) foi um médico brasileiro.
Graduado pela Academia Médico-Cirúrgica em 1823. Foi membro fundador da Sociedade de Medicina do Rio de Janeiro, atual Academia Nacional de Medicina.